# 존 퀸시 애덤스 대통령 취임식
존 퀸시 애덤스 대통령 취임식은 제6대 미국 대통령 존 퀸시 애덤스의 취임식으로, 1825년 3월 4일 금요일 워싱턴 D.C.에 위치한 미국 국회의사당 하원 의사당에서 거행되었다. 이 취임식은 존 퀸시 애덤스의 유일한 4년 임기 대통령직과 존 캘훈의 첫 부통령 임기의 시작을 알렸다. 애덤스는 전 대통령인 존 애덤스의 아들로서 대통령이 된 첫 인물이었으며, 취임식 당일 42세였던 캘훈은 두 번째로 젊은 부통령이었다(1817년 취임 당시 3개월 더 어렸던 대니얼 D. 톰킨스 다음).

## 배경
1824년 미국 대통령 선거에서 네 명의 후보 중 그 누구도 선거인단에서 과반수 표를 얻지 못하자, 미국 수정 헌법 제12조에 따라 존 퀸시 애덤스는 하원에 의해 대통령으로 선출되었다. 이 결과는 선두 주자 중 한 명이었던 헨리 클레이 시니어가 앤드루 잭슨의 출마를 막기 위해 애덤스를 지지하면서 확실해졌다. 잭슨은 선거에서 더 많은 국민 투표를 얻었지만, 단독으로 승리하기에 충분한 선거인단을 확보하지 못했다. 애덤스는 1828년에 재선에 출마했지만, 잭슨에게 패배했다.

## 취임식
미국의 연방 대법원장 존 마셜은 신임 대통령에게 취임 선서를 집행했다. 애덤스는 나중에 회상했듯이 선서를 낭독하면서 성경 자체가 아닌 법률 서적 위에 손을 얹었다. 이것은 당시에는 흔한 관행이었을 수 있다. 존 애덤스부터 존 타일러까지 어떤 대통령도 성경 위에 맹세했다는 구체적인 증거는 없다. 그의 취임 연설은 2,915 단어 길이었다.
애덤스는 짧은 머리를 하고 땋은 긴 머리 대신 반바지 대신 긴 바지를 입어, 취임식에서 복장 변화를 시도한 첫 대통령이 되었다. 그날 날씨는 '비가 오는' 것으로 묘사되었고, 총 강수량은 0.79 인치 (20 mm)였다. 정오 기온은 47 °F (8 °C)로 추정되었다.

## 같이 보기
- 존 퀸시 애덤스 행정부
- 1824년 미국 대통령 선거